# Kafr al-Sheikh
Kafr al-Sheikh (àrab: كفر الشيخ, Kafr ax-Xayẖ) és una ciutat egípcia, capital de la governació homònima, a uns 134 quilòmetres al nord del Caire, al delta del Nil. El novembre de 2006 tenia 147.380 habitants. D'entre els elements de la seva economia destaquen els molins i les empreses relacionades amb l'arròs i el farratge per les aus de corral.